# Alte Mühle Döllnitz

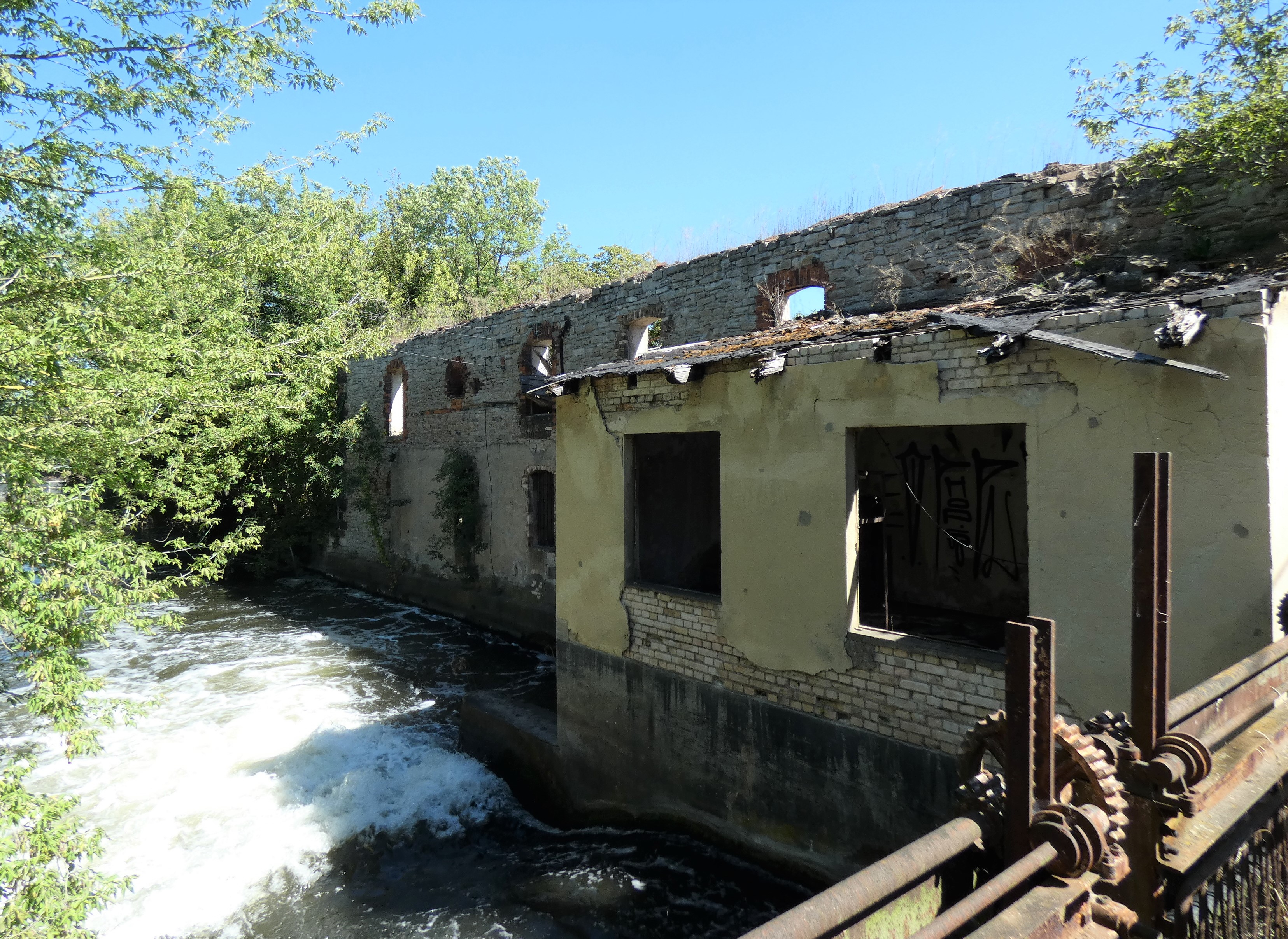
Ruine der Alten Mühle

Die Alte Mühle von Döllnitz ist eine denkmalgeschützte Mühle im Ortsteil Döllnitz der Gemeinde Schkopau in Sachsen-Anhalt. Im örtlichen Denkmalverzeichnis ist die Mühle unter der Erfassungsnummer 094 55066 als Baudenkmal verzeichnet.
Bei der Alten Mühle von Döllnitz handelt es sich um eine 1644 an der Weißen Elster errichtete Wassermühle, die zu dieser Zeit von der Mälzerei des unterhalb gelegenen Ritterguts Döllnitz genutzt wurde. Später entstanden neben der Mühle auf dem Grundstück ein Speicher, ein Wehr und ein Wohnhaus. Ab 1870 gehörte die Wassermühle zu den führenden Weizenmühlen in Mitteldeutschland. So entstand auf dem Grundstück auch noch eine Villa. An der Wassermühle befindet sich ein Wappen aus dem Jahr ihrer Erbauung. Der Verfall des Gebäudes begann mit der Einstellung des Betriebs zur Wendezeit. Die Hochwasserereignisse 2011 und 2013 der Weißen Elster beschädigten das Gebäude zusätzlich, so dass heute nur noch Ruinen vorhanden sind. Zur Erinnerung an die ehemalige Pracht des Gebäudes wurde ein Modell erstellt und im Kulturgarten ausgestellt.
Die Alte Mühle von Döllnitz befindet sich unter der Adresse Platz der Einheit 1, 1a–1b in Döllnitz.